# Polideportivo Lasesarre
El Polideportivo Lasesarre son unas instalaciones deportivas cubiertas que forman parte de la ciudad deportiva de Baracaldo.

## Historia
El ayuntamiento de Baracaldo empezó a reformar la zona junto a la ría ejecutando el PERI (Plan de Reforma Interior) a primeros del 2000.
Diseñado por los arquitectos Jorge Muntañola y Álvaro Pérez de Amézaga, terminó de construirse en diciembre del 2003 y fue inaugurado en junio del 2004, con una construcción de 30.000 metros cuadrados y tras una inversión de más de 14 millones de euros. El proyecto inicial contaba con graderío con capacidad para 8000 personas, que se modificó hasta los 2576 asientos actuales.
En 2010 se inauguró el espacio de talasoterapia, que tuvo que cerrarse en 2016 debido a una bacteria.
En 2020 se renovó el suelo del pabellón, ya que se encontraba muy deteriorado.

## Instalaciones[7]

### Pista polideportiva
Con una pista central para los deportes de balonmano y fútbol sala, además de otra para la práctica de baloncesto, tiene, además, tres pistas transversales, dos con líneas para fútbol sala, balonmano y baloncesto y una tercera que, además, cuenta con líneas para la práctica del voleibol.

### Piscinas
Cuenta con tres piscinas y un vaso irregular: 
- el vaso principal, de 25 x 16,67 metros, tiene una profundidad mínima de 1,80, máxima de 2,20 y 8 calles. Además cuenta con un graderío con capacidad para 250 personas
- dos vasos de 16,50 x 7 metros con dos profundidades. El primero tiene una profundidad mínima de 1 metro y máxima de 1,40 y el segundo vaso tiene una profundidad mínima de 0,60 y máxima de 1 metro.
- Tiene un cuarto vaso, de forma irregular con tobogán, surtidores y diversos complementos lúdicos.

### Otras instalaciones deportivas
- 1 Zona de Solárium Exterior.
- 1 Sala de Fitnes, de 400 m2.
- 1 Zona de Talasoterapia.
- Salas de gimnasia.
- 3 Salas multiusos con piso sintético, espejos y sonido, adaptada para la práctica de gimnasia no competitiva (18 x 9 m, 13 x 9 m y 12 x 9 m).

### Otras instalaciones[9]
- Aseos y servicios para el público.
- Cabinas de retransmisión para radio y T.V.
- Sala de prensa.
- Sala de conferencias para 150 personas.
- Megafonía.
- Almacenes generales de material deportivo.

Además cuenta con un gran marcador central de cuatro caras y dos marcadores para cada campo lateral.